# Лендельська культура

Мапа неоліту Європи в апогеї Дунайської експансії, близько 3500 р до Р. Х.

Лендельська культура — археологічна культура мідної доби (енеоліту), є однією з пізньо-дунайських культур (середина 4 — середина 3 тисячоріч до нашої ери).
Під назвою Лендель необхідно розуміти культурно-історичну спільноту археологічних культур мідної доби Європи: 
- Моравська мальована культура,
- Пізньо-стрічкова мальована культура,
- Зимно-Злота культура - на заході України,

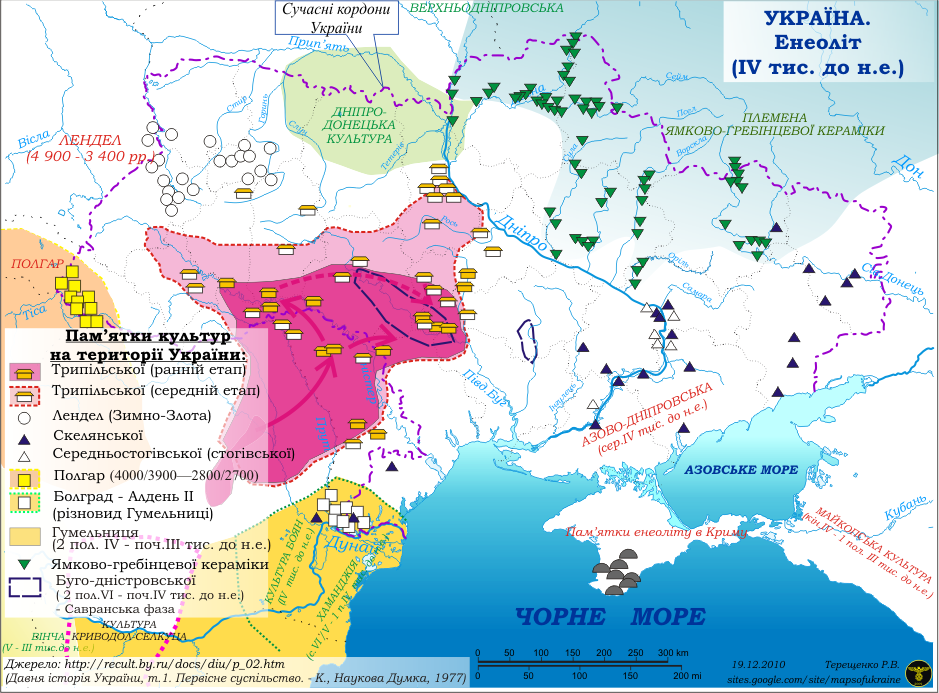
Лендельська (Зимно-злотська) культура 4 тисячоріччя до Р.Х.

- Гощу-Вербковицька культура
- та інші.

## Назва
Назва культурно-історичної спільноти походить від поселення у південно-західній Угорщині.

## Датування
За каліброваними датами Лендель пройшов чотири етапи розвитку у V тис. до нашої ери.. Датування фіксується контакти з Полгарською культурою та Кукутень-Трипільською культурно-історичною спільнотою.

## Поширення
Західна Україна (Волинська, Львівська, Рівненська області), Польща, Словаччина, Угорщина, Чехія, Австрія, Хорватія та Словенія.

## Походження
Змінила лінійно-стрічкової кераміки культуру. Змінилася на культуру шнурової кераміки.
Походження Ленделя пов’язують з неолітичними Тиською культурою та культурою Вінча. 
Мала зв'язок на півдні з середньодунайською культурою та Тиською культурою Великого Альфельду, та на заході з Рессенською культурою. Можливо саме через впливи з півднем лендельське населення познайомилося з міддю та мальованою керамікою.
Його пам'ятки перетинаються з пам'ятками тиської й середньодунайською культурами. Найпівнічніші знахідки цієї культури знайдені в Ослонці (Osłonki), центральна Польща.

## Господарство
Практикували рослинництво та тваринництво (головним чином велика рогата худоба, свині, і в меншій мірі вівчарство). Мисливство та збиральництво грало велику роль. 

## Поселення
Селища були розташовані на високих мисах або на дюнах. Поселення були як огородженні, так і неогородженні. Іноді вони оточувалися ровами.
Селища складалися з невеликих заглиблених, або наземних будинків. Будинки були довгі, прямокутні, трапецієподібні з двосхилим дахом.

## Вироби

### Гончарство
Кераміка представлена лискованим посудом витончених форм прикрашена розписом або різьбленим орнаментом.: глечики, миски та чаші на високих піддонах. Багато зооморфних і антропоморфних посудин і керамічних статуеток.
Поховання домашніх тварин, посуд з антропоморфними та зооморфними рисами, пластика характерні саме для аграрних культів. 
Рання кераміка несе сліди розпису білою, червоною і жовтою фарбами, тоді як пізня кераміка не розписана. Середній фазі культури властива неорнаментована кераміка, а пізній — декор із ямок.

### Інші виробництва
Розвинуте обробка кременю засвідчується шахтами (наприклад Свентокшицькими) та майстернями, де з довгих крем’яних пластин виготовлялися ножі, скребачки, вкладні серпів. 
Знахідки мідного шлаку, фрагментів тиглів та сопел (у Злота) свідчать про місцеву обробку привезенної міді. 

## Поховання
Померлих ховали в могильниках поблизу селищ у скрученому положенні. Також існувала кремація.
У гробницях присутні гончарні та крем’яні вироби: посуд, намиста з мушлі, мідні діадеми, браслети, обручки.

## Лендельська культура в Україні та Польщі
В Україні представлена 30 поселеннями та низкою могильників і поховань у західній Волині і Поділлі.
У розвитку Лендельскої культурно-історичної спільноти України та Польщі виділяють ранню й пізню культури: 

### Зимно-Злотська культура
Рання представлена Зимно-Злотської культурою з двома визначними пам’ятками Зимно та Злота. Їй властива мальована кераміка.

### Гоща-Вербковицька культура
Пізня стадія Лендела представлена Гоща-Вербовицькою культурою. Їй властива лискована кераміка. Миски та біконічні посудини прикрашалися по ребру ямками або наліпками. Головні пам’ятки: поселення Костянець, Вербковиця, Гоша; могильник Голишів. 

## Зникнення
Зникнення культури пов'язане з одночасною експансією населення культур Лійчастого посуду і Трипільської культури.